# Liste der Kulturdenkmäler in Eimsheim
In der Liste der Kulturdenkmäler in Eimsheim sind alle Kulturdenkmäler der rheinland-pfälzischen Ortsgemeinde Eimsheim aufgeführt. Grundlage ist die Denkmalliste des Landes Rheinland-Pfalz (Stand: 3. April 2024).

## Denkmalzonen
| Bezeichnung                | Lage             | Baujahr  | Beschreibung | Bild                           |
| -------------------------- | ---------------- | -------- | --- | ------------------------------ |
| Denkmalzone Alter Friedhof | Hauptstraße Lage | vor 1819 | rechteckige Anlage, vor 1819 eröffnet, 1896 aufgelassen; kreuzförmig angelegte Lindenallee, üppige Vegetation - „Napoleonstein“ (Veteranenstein), reliefierter Pfeiler, bezeichnet 1852 - Grabmal A. M. Eberhardt († 1858): spätklassizistisch - Doppelgrabmal Eheleute Philipp Geil I († 1901): Säulenstumpf mit Draperie - Grabmal Hermann Biegler († 1892): Kindergrab mit Eichenstumpf - Grabmal Adam Bechtel († 1892): Eichenstumpf - Grabmal Eheleute Caspar Geil I († 1834): Stele mit antikischer Bekrönung, um 1869, Einfriedung - anonymes Grabmal: Giebelbekrönung - anonymes Grabmal: Neurenaissance-Stele - Grabmal Jacob Zimmermann († 1880): Säulenstumpf - Grabmal Eheleute Eduard Zimmermann († 1892): Stelenpaar - Grabmal Eheleute Wilhelm Zimmermann († 1875): doppelte Blendarkade - Grabmal Martin Müller († 1884): vegetabile Bekrönung - Grabmal Philipp Lösch († 1861): Volutenverdachung - Grabmal Christian Zimmermann († 1871): übergiebelt mit Eckakroteren - Grabmal Katharina Körner († 1871): aufwendige Bekrönung - Grabmal Adam Zimmermann († 1881): vegetabile Bekrönung - Grabmal Jacob Gustav Geil († 1883): Kindergrab mit Eichenstumpf - Grabmal Eheleute Jakob Biegler († 1893): Doppelgrabmal mit galvanoplastischen Lorbeerkränzen - Grabmal Matthias Lösch († 1904): Granitobelisk | weitere Bilder Fotos hochladen |

## Einzeldenkmäler
| Bezeichnung                   | Lage                                                               | Baujahr         | Beschreibung | Bild                           |
| ----------------------------- | ------------------------------------------------------------------ | --------------- | --- | ------------------------------ |
| Scheune                       | Hauptstraße, zu Nr. 19 Lage                                        | um 1860         | Bruchsteinscheune mit dreischiffigem Gewölbestall, um 1860 | BW                             |
| Katholische Kirche St. Pirmin | Hauptstraße 27 Lage                                                | 1780            | spätbarocker Saalbau, bezeichnet 1780; im Kern wohl spätgotischer Westturm (1497), Glockengeschoss aus dem 18. Jahrhundert; vor der Südwand barocker Grabstein, um 1773 | weitere Bilder Fotos hochladen |
| Scheune                       | Hauptstraße, zu Nr. 34 Lage                                        | um 1850         | großvolumige Scheune mit Schweinestall, Remise bzw. Kelterhaus und zweischiffigem Kuhstall, um 1850 | BW                             |
| Hofanlage                     | Hinterstraße 2 Lage                                                | 18. Jahrhundert | Dreiseithof; Wohnhaus, teilweise Fachwerk, im Kern wohl aus dem 18. Jahrhundert, Bruchsteinscheune 19. Jahrhundert, Ökonomietrakt mit Fachwerkspeicher, 1906 | BW                             |
| Schulhaus                     | Hinterstraße 32 Lage                                               | 1896            | ehemalige Schule; historisierender Geblklinkerbau mit Zeltdach, 1896; Stall- und Toilettenbau mit Taubenhaus | BW                             |
| Gemeindehaus                  | Mittelstraße 1 Lage                                                | 1906            | malerischer Heimatstilbau, bezeichnet 1906, Architekt Ludwig Lipp, Oppenheim | Fotos hochladen                |
| Evangelische Erlöserkirche    | Mittelstraße 2 Lage                                                | 1905/06         | zweischiffiger Sandsteinquaderbau in barockisierenden Heimatstilformen, 1905/06, Architekt Jean Kessel, Oppenheim, mit Thilo Rothamel, Bildhauerarbeiten von Hermann Scholl, Darmstadt | weitere Bilder Fotos hochladen |
| Wirtschaftsgebäude            | Mittelstraße, zu Nr. 12 Lage                                       | 1862            | langgestrecktes Ökonomiegebäude mit Gewölbestall und Speichergeschoss, Rundbogenportale und Oculi, 1862 | BW                             |
| Scheune                       | Mittelstraße, zu Nr. 13 Lage                                       | 1847            | Scheune mit dreischiffigem Gewölbestall, bezeichnet [18]47 | BW                             |
| Wirtschaftsgebäude            | Mittelstraße, zu Nr. 14 Lage                                       | 1861            | stattliches zweigeschossiges Ökonomiegebäude mit dreischiffigem Gewölbestall, 1861 | BW                             |
| Hofanlage                     | Mittelstraße 17 Lage                                               | um 1860         | sehr gut erhaltener Vierseithof, um 1860; stattliches Wohnhaus, Ökonomie mit dreischiffigem Gewölbestall, Kelterhaus mit Toreinfahrten um 1700, Hoftorpfeiler bezeichnet 1889 | BW                             |
| Kriegerdenkmal und Grabmäler  | Weinbergstraße 22, auf dem Neuen Friedhof Lage                     | ab 1900         | Friedhof 1896 angelegt - Kriegerdenkmal 1914/18: kniender Soldat auf Postament, 1920er Jahre, nach 1945 erweitert - Grabmal Eheleute Johann Wolf († 1901): spätgründerzeitlich - Grabma Hulda (?) Keßler († 1906): Eichenstumpf - Grabmal Adam Zimmermann III († 1898): akroterbesetzter Segmentgiebel - Grabmal Eheleute Georg Martin I († 1900): Stele - Grabmal Eheleute Kaspar Vollhardt († 1900): Granitobelisk, aufwendige Einfriedung - Grabmal Eheleute Johann Jung († 1918): Granitstele, um 1906, geschmiedete Einzäunung | BW                             |
| Wasserbehälter                | südlich des Ortes an der K 41; Flur An der Bechtheimer Straße Lage | 1906            | neuklassizistischer Bossenquadertypenbau, bezeichnet 1906, Architekt Wilhelm Lenz, Großherzogliche Kulturinspektion Mainz | weitere Bilder Fotos hochladen |